# Paraquilegia chionophila
Paraquilegia chionophila är en ranunkelväxtart som beskrevs av Alexander Gilli. Paraquilegia chionophila ingår i släktet Paraquilegia och familjen ranunkelväxter. Inga underarter finns listade i Catalogue of Life.